# 美ら海セイバー
美ら海セイバー（ちゅらうみセイバー、1987年6月24日 - ）は、日本の覆面レスラー。本名：絹川 智也（きぬかわ ともや）。

## 経歴
- 2008年4月19日、大阪プロレスデルフィン・アリーナ道頓堀大会で本名で対ゼロ戦でデビュー。
- 5月、沖縄プロレスに移籍してリングネームをミル・マングースに改名。
- 2012年8月25日、沖縄プロレスを退団。
- 2013年9月、琉球ドラゴンプロレスリングに入団してリングネームを美ら海セイバーに改名。

## 得意技
ファイヤーバードスプラッシュ
KAZANAMI
アクアツイスト
コークスクリューネックブリーカーと同型。
ショアブレイク
トラースキック

## 入場曲
- Out in the Fields（ソナタ・アークティカ）
- SHORE BREAK（作詞&歌：下田義之、作曲：石谷光）（2025年 - ）

## タイトル歴
- MWF世界タッグ王座
- 御万人王座「琉王」
- 御万人王座「双琉王」